# × Aliceara
× Aliceara viết tắt là Alcra., là một chi lan lai giữa các hai chi Brassia, Miltonia và Oncidium (Brs. x Milt. x Onc.).

## Hình ảnh

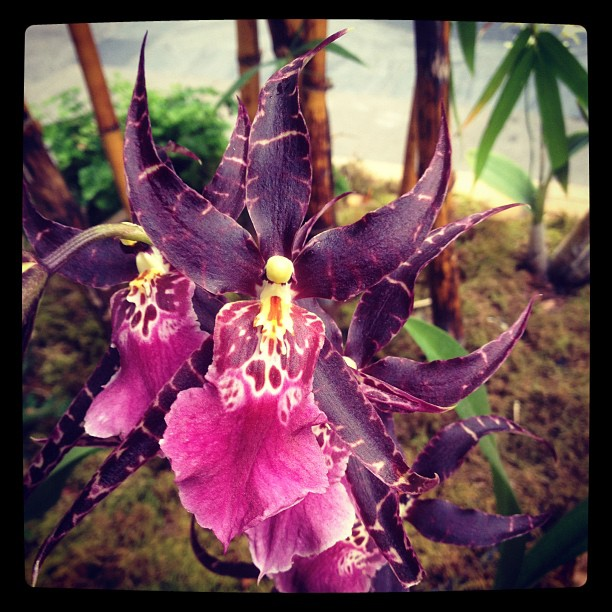